# Pływanie na otwartym akwenie na Mistrzostwach Świata w Pływaniu 2019 – zespół
5 km drużynowo – jedna z konkurencji rozgrywanych podczas Mistrzostw Świata w Pływaniu 2019, która odbyła się 18 lipca.

## Wyniki
Zawody rozpoczęły się o 8:00 czasu lokalnego.
| Miejsce | Państwo           | Zawodnicy                                                                  | Czas      |
| ------- | ----------------- | -------------------------------------------------------------------------- | --------- |
| 1. !    | Niemcy            | Lea Boy Sarah Köhler Sören Meißner Rob Muffels                             | 53:58,7   |
| 2. !    | Włochy            | Rachele Bruni Giulia Gabbrielleschi Domenico Acerenza Gregorio Paltrinieri | 53:58,9   |
| 3. !    | Stany Zjednoczone | Haley Anderson Jordan Wilimovsky Ashley Twichell Michael Brinegar          | 53:59,0   |
| 4.      | Brazylia          | Ana Marcela Cunha Viviane Jungblut Diogo Villarinho Fernando Ponte         | 54:24,5   |
| 5.      | Australia         | Chelsea Gubecka Hayden Cotter Kareena Lee Nicholas Sloman                  | 54:36,8   |
| 6.      | Francja           | Lara Grangeon David Aubry Aurélie Muller Marc-Antoine Olivier              | 54:37,1   |
| 7.      | Holandia          | Esmee Vermeulen Sharon van Rouwendaal Pepijn Smits Ferry Weertman          | 54:37,2   |
| 8.      | Węgry             | Réka Rohács Gergely Gyurta Anna Olasz Kristóf Rasovszky                    | 55:02,7   |
| 9.      | Chiny             | Hou Yawen Cheng Long An Jiabao Xin Xin                                     | 55:14,8   |
| 10.     | Rosja             | Anastasia Basalduk Denis Adeev Walerija Jermakowa Kiriłł Abrosimow         | 55:19,1   |
| 11.     | Wielka Brytania   | Danielle Huskisson Alice Dearing Tobias Robinson Jack Burnell              | 55:31,1   |
| 12.     | Hiszpania         | Paula Ruiz Guillem Pujol María de Valdés Álvarez Raúl Santiago Betancor    | 55:31,5   |
| 13.     | Kanada            | Kate Sanderson Fan Hau-Li Chantel Jeffrey Eric Hedlin                      | 56:20,3   |
| 14.     | Japonia           | Yumi Kida Takeshi Toyoda Minami Niikura Taiki Nonaka                       | 56:52,1   |
| 15.     | Południowa Afryka | Michelle Weber Danie Marais Robyn Kinghorn Chad Ho                         | 56:52,9   |
| 16.     | Izrael            | Yonatan Rosin Matan Roditi Eva Fabian Eden Girloanta                       | 57:24,5   |
| 17.     | Meksyk            | Martha Aguilar Daniel Delgadillo Martha Sandoval Arturo Pérez Vertti       | 58:37,0   |
| 18.     | Korea Południowa  | Ban Seon-jae Park Seok-hyun Jung Ha-eun Jae Park                           | 58:59,0   |
| 19.     | Wenezuela         | Liliana Hernández Wilder Carreno Paola Pérez Diego Vera                    | 59:01,0   |
| 20.     | Ekwador           | David Farinango Nataly Caldas Calle Ana Abad David Castro                  | 59:37,9   |
| 21.     | Hongkong          | William Thorley Keith Sin Nip Tsz Yin Wong Cho Ying                        | 1:00:37,9 |